# 倫氏彎線䲁
倫氏彎線䲁（學名：Helcogramma randalli），為輻鰭魚綱䲁形目三鰭䲁科彎線䲁屬的一個種，2003年，傑弗瑞·T·威廉斯（Jeffrey T. Williams）和傑弗瑞·C·豪（Jeffrey C. Howe）對其進行了描述，並以檀香山主教博物館的魚類學家約翰·歐內斯特·蘭德爾（John Ernest Randall）的名字命名，分布於西太平洋印尼海域，深度2至12公尺，本魚體型小呈圓柱狀，吻部短，側面鈍，眼眶上有觸鬚，上頜向後延伸至眼前緣下方，上下頜齒細而密, 有14個上顎感覺孔，雄魚的背鰭、尾鰭、臀鰭、身體後半部顏色較深，背鰭硬棘16-18枚、背鰭軟條9-12枚、臀鰭硬棘1枚、臀鰭軟條18-22枚，體長可達4.7公分，棲息在巨石裸露的海域，雌魚產附著性卵在藻類築的巢，雄魚會守護卵，幼魚為浮游性，生活習性不明。